# Der Vogel ist ein Rabe
Der Vogel ist ein Rabe ist der zweite Roman von Benjamin Lebert.

## Handlung
Im Nachtzug von München nach Berlin teilen sich zwei junge Männer, die sich vorher noch nie begegnet sind, ein Schlafwagenabteil: der Ich-Erzähler der Rahmenhandlung, Paul (20), Student der Ethnologie, und der 18-jährige Schüler Henry. Die ganze Nacht über erzählt Henry Paul seine Geschichte, die als Binnenerzählung den Hauptinhalt des Romans darstellt.
Henry bildete zusammen mit Jens (23) und der 28-jährigen Christine in München eine Freundesclique, die viel Zeit gemeinsam verbracht hat. Die beiden jungen Männer sind dabei Außenseiter ihrer Altersklasse. Sie sehnen sich nach Liebe, Sex und körperlicher Nähe zu Mädchen, sind aber nicht in der Lage, solches zu erlangen; sie haben die typischen Probleme der „Menschen ohne Beziehungserfahrung“. Der kleine und schmächtige Henry leidet merklich unter einer Form von sozialer Phobie. Bei geselligen Veranstaltungen, vor allem dort, wo auch Mädchen sind und andere junge Leute flirten, bekommt er regelmäßig Durchfall und Nasenbluten und läuft fluchtartig davon. Der zwei Meter große und sehr dicke Jens, der ständig etwas Essbares in der Hand hält, führt es auf seine Fettsucht zurück, dass er bei Frauen nicht ankommt und weit davon entfernt ist, vielleicht mal eine Freundin zu haben. Anders dagegen sieht die Lebenssituation der hübschen und attraktiven Christine aus: Sie leidet zwar unter Magersucht, ist allerdings mit wechselnden Männerbekanntschaften sexuell recht aktiv. Jens und Christine haben sich in einer Klinik für Essstörungen kennengelernt und sich dort angefreundet. Henry ist mit Christine entfernt verwandt, sie hat nach ihrem Klinikaufenthalt bei Henrys Großmutter in München vorübergehend Unterschlupf gefunden.
Henry und Jens sind beide unsterblich in Christine verliebt. Jens verzichtet darauf, ihr seine Liebe zu gestehen, aus Angst vor einer Zurückweisung. Diese Angst ist auch berechtigt, denn Christine hat Henry einmal gesagt, dass sie Jens als Mann völlig uninteressant finde, es sei eine rein platonische Freundschaft. Jens nimmt schmerzliche Opfer für seine unerreichbare große Liebe auf sich: Immer wenn Christine eine Verabredung mit einem Mann hat, lässt er sie in seiner Wohnung duschen und sich zurechtmachen, ja er fährt sie sogar mit seinem Auto zu ihrem Date. Christine nutzt diese Gutmütigkeit allerdings über Gebühr aus, wie Henry vermutet: „Ich habe den Verdacht, dass sie sogar zum Bumsen in seine Wohnung ging. Allerdings, wenn er nicht da war.“ Christine erzählt den beiden frustrierten Jungs immer wieder, welche aufregenden sexuellen Praktiken sie mit ihren Liebhabern durchgeführt hat. Henry bringt es immerhin fertig, Christine bei einem Pizzaessen zu zweit die Worte „Ich liebe dich“ auf eine Serviette zu schreiben. Sie weist seine Liebeserklärung freundlich zurück mit der Begründung, er sei zu jung.
Als das Trio auf einem Ausflug zu dritt im selben Zimmer übernachtet, kriecht Henry zu Christine ins Bett, und es kommt – während Jens schnarchend neben ihnen liegt – spontan zum Geschlechtsverkehr. Genau in dem Moment, als Henry seinen Orgasmus erlebt, werden sie von dem entsetzten Jens erwischt. Der bricht ohne Aussprache vorerst den Kontakt zu beiden ab. Einige Tage später erklärt Christine Henry, dass ihr die sexuelle Begegnung mit ihm leid tue, es ihre Schuld sei und dass so etwas nicht mehr passieren dürfe und werde. Henry, der offenbar auf eine Weiterentwicklung der Beziehung gehofft hatte, ist von diesen Worten gekränkt. Jens dagegen rastet nach Tagen der Funkstille aus: Nachdem er Christine grün und blau geprügelt hat, lockt er Henry in sein Auto und will ihn und möglichst viele andere Menschen mit in den Tod nehmen. Bei einer halsbrecherischen Autofahrt durch München gelingt Henry die Flucht, wobei er Durchfall bekommt und mit verschmutzter Hose panisch zu Christines Wohnung rennt. Vor ihrer Tür gesteht er ihr erneut seine Liebe, doch sie lässt ihn nicht ein und schickt ihn weg. Dabei hört er die Stimme eines ihm unbekannten Mannes – vermutlich ihres derzeitigen Freundes – in ihrer Wohnung. Henry geht zunächst nach Hause; aus Angst, dass Jens ihm auflauern und ihn umbringen könnte, flieht er mit dem Nachtzug nach Berlin.
Auf den letzten Seiten des Buchs erfährt der Leser – nicht aber Henry –, dass Paul, der bisher kaum über sein Privatleben gesprochen hat, ein noch viel größeres Problem mit sich trägt: Ein wohlhabender Bekannter hatte ihm einen Besuch in einem Nobelbordell spendiert, wo er tollen Sex mit der schönen Prostituierten Mandy erlebt und sich spontan in sie verliebt hat. Als er ihr seine Liebe gesteht und sie auffordert, ihren Job an den Nagel zu hängen und mit ihm zu kommen, lacht sie ihn aus und sagt ihm, dass ihr Job ihr gefalle und sie ohnehin auf prominente Männer mit Geld stehe und nicht auf arme Studenten wie ihn. Einige Tage später sucht Paul Mandy im Bordell auf und erwürgt sie.
Schließlich fährt der Zug in den Bahnhof Zoo in Berlin ein. Auf dem Bahnsteig wird Paul vor den Augen des verdutzten Henry von zwei Kriminalbeamten festgenommen.

## Hintergrund
Nach dem Erfolg seines Erstlingswerks Crazy (1999) wurde Benjamin Leberts zweiter Roman unter großem Medienecho vom Verlag Kiepenheuer & Witsch für Herbst 2003 angekündigt. Als der Spiegel am 4. August 2003 ein Interview mit Lebert abdruckte, entschied sich der Verlag, die Auslieferung mit einer Erstauflage von 100.000 Stück bereits in den August vorzuziehen.

## Rezensionen
- stern.de, 4. August 2003: „Wie schon bei ‚Crazy‘, lässt Lebert seine Helden Ängste und Psychosen durchleben und schrammelt mit altklugen Aphorismen mehr als einmal am philosophischen Kitsch entlang.“[4]
- Die Welt, 9. August 2003: „Wieder gelingt es Lebert, mit schönen Bildern viel zu erzählen von der Verzweiflung, die einen erfasst, wenn man ungeheure Kraft braucht für das, was anderen ein leichtes Spiel scheint. Und wieder blitzt mitunter tröstlich der Galgenhumor hinter dem Schleier der Melancholie hervor. Alles in allem aber ein bisschen viel Weltschmerz für so ein kleines Zugabteil. Jeder Spruch eine Metapher, jeder Passagier ein Philosoph im Zug des Lebens.“[5]
- taz, 9. August 2003: „Es ist mutig, kühn und frech, ein Buch für den Massenmarkt mit dreckigen Sätzen übers Scheißen, Kotzen, Bluten und Wichsen zu füllen. Jetzt all die ‚Crazy‘-Deutschlehrer und Frau Literaturpäpstin Elke Heidenreich zu zwingen, solche Sätze zu lesen, ist groß und verdammt cool. Dafür ein lieber Schlag auf die Schultern.“[6]
- Westdeutsche Allgemeine Zeitung, 10. August 2003: „Viel zu weise wirkt, was der junge Mann, der kürzlich in Freiburg seinen Hauptschulabschluss nachholte, da vorlegt, viel zu ergreifend. Aber was heißt weise? Was ergreifend? Er kann’s! Kann das Seichte, das Unterhaltsame – siehe ‚Crazy‘; kann aber auch wahres Leben darstellen, mit all seiner Härte – siehe Roman Nummer zwei. Leberts Kunst: Auch der Tiefgang ist bei ihm immer locker und leicht zu lesen. […] Benjamin Lebert setzt in seinem dünnen Werk (128 Seiten) außerordentliche Akzente. Er vermittelt Emotionen, schreibt Zeilen, die bewegen (können).“[7]
- Frankfurter Allgemeine Zeitung, 22. August 2003: „Wie ‚Crazy‘ ist auch ‚Der Vogel ist ein Rabe‘ ein schmaler Band aus Traurigkeit und Sehnsucht, wie dort wird auch hier, leider, zuviel Allerweltsweises dahergeredet. […] In der Pseudoinnigkeit des Gespräches sind Schwafelstrecken untergebracht […] Auch gibt es immer wieder Einschübe, die für vieles entschädigen; Gedankensplitter, Halbsätze, Ausrufe, die federleicht daherkommen und ganz unangestrengt Atmosphäre und Nähe schaffen.“[8]
- Frankfurter Rundschau, 22. Oktober 2003: „Es ist eine ausgewachsene Kulturkritik mitsamt Moral, die Benjamin Lebert seinen Protagonisten in den Mund legt, tausendmal formuliert, so einfach wie seine Syntax und komplett ohne Selbstironie vorgetragen. Sie ist dabei, und das ist die fast denunziatorische Qualität dieses Buches, extrem glaubwürdig - wahrscheinlich sind sie wirklich so, diese traurigen Jungs.“[7]
- literaturkritik.de Nr. 12, Dezember 2003: „Eins ist klar: Würde es sich bei dem Autor nicht um den jungen, gefeierten Benjamin Lebert handeln, dann würde man über dieses Buch nicht viele Worte verlieren. […] Das völlig unglaubwürdige Ende nimmt dem Buch die ganze Spannung, man möchte beinahe lachen.“[9]

## Ausgaben
- Benjamin Lebert: Der Vogel ist ein Rabe. 2. Auflage. Kiepenheuer & Witsch, Köln 2003, 2003, ISBN 3-462-03336-0
- Benjamin Lebert: Der Vogel ist ein Rabe. Taschenbuchausgabe. Goldmann, München 2005, ISBN 3-442-54160-3

### Hörbuch
- Benjamin Lebert liest „Der Vogel ist ein Rabe“. Vollständige Lesung. Der Hörverlag, München 2003, 2 Audio-CD, ISBN 3-89940-203-0

### Übersetzungen
- Benjamin Lebert: Fuglen er en ravn. Borgen, Kopenhagen 2003, ISBN 87-21-02224-0 (dänisch)
- Benjamin Lebert: L’ultimo treno della notte. Tropea, Milano 2004, ISBN 88-438-0479-0 (italienisch)
- Benjamin Lebert: Sis paukstis yra varnas. Vaga, Vilnius 2004, ISBN 5-415-01711-9 (litauisch)
- Benjamin Lebert: The Bird Is A Raven. Knopf, New York 2005, ISBN 1-4000-4284-4 (englisch)
- Benjamin Lebert: Nebelaja vorona. RedFish, St. Petersburg 2005, ISBN 5-483-00041-2 (russisch)
- Benjamin Lebert: Ptic je vran. Cankarjeva Zalozba, Ljubljana 2005, ISBN 961-231-498-5 (slowenisch)